# Джураев, Абдувохид Маматкулович
Абдувохид (Абдувахид) Маматкулович Джураев (узб. Abduvohid Mamatqulovich Jo‘rayev, узб. Абдувоҳид Маматқулович Жўраев ; 18 февраля 1954 — 21 августа 2006) — узбекский экономист и политик, заслуженный экономист Узбекистана, доктор экономических наук, профессор. Министр сельского и водного хозяйства Республики Узбекистан в 2003—2004 годах.

## Биография
Родился 18 февраля 1954 года в Джаркурганском районе Сурхандарьинской области. В 1976 году окончил Ташкентский институт народного хозяйства. В 1982 году получил степень кандидата экономических наук (работа «Интенсификация и повышение экономической эффективности производства тонковолокнистого хлопка на примере колхозов Узбекской ССР»), в 1993 году — доктора экономических наук. В 1976—1995 годах работал на различных должностях в Среднеазиатском научно-исследовательском институте экономики сельского хозяйства (с 1992 года — Узбекский научно-исследовательский институт рыночных реформ в АПК).
В 1995—1997 годах — директор Узбекского НИИ рыночных реформ в АПК. В 1997 году — ведущий консультант Аппарата Президента Республики Узбекистан. В 1997—1998 годах — заместитель министра макроэкономики и статистики Республики Узбекистан. В 1998 году — заместитель председателя Госкомимущества Республики Узбекистан.
В 1998—2003 годах — заместитель министра сельского и водного хозяйства Республики Узбекистан.
В 2003—2004 годах — министр сельского и водного хозяйства Республики Узбекистан.
В 2004—2006 годах — первый заместитель министра сельского и водного хозяйства Республики Узбекистан.

## Научная деятельность
Участвовал в подготовке проектов нормативных правовых актов Узбекской ССР и Республики Узбекистан по углублению экономических реформ в сельском хозяйстве, внёс вклад в разработку и внедрение механизмов их реализации. К ним относятся нормативно-правовые документы по дехканским, фермерским и ширкатским хозяйствам. Руководил реализацией проектов Министерства сельского хозяйства и водных ресурсов по установлению и укреплению экономических связей Узбекистана с зарубежными странами, привлечению иностранных инвестиций, в том числе Азиатского банка развития, Всемирного банка и ряда других международных финансовых институтов.
Автор 8 монографий, 130 научных статей и статей по вопросам, основанных на результатах научных исследований по развитию аграрного сектора, теоретических и практических наблюдений за реформами. Под его руководством подготовлено и издано более 20 комплектов методических рекомендаций и нормативных документов по реализации экономических реформ для сельскохозяйственных предприятий, специалистов, фермеров, преподавателей и студентов высших учебных заведений.
Проделал большую работу не только в области практики, но и в области теоретических аспектов аграрного хозяйства. Среди его учеников — 3 доктора наук и 19 кандидатов наук.

## Награды
- Заслуженный экономист Республики Узбекистан (27 августа 2002)[3]
- Медаль «15 лет Независимости Республики Узбекистан» (19 июня 2006, указ Президента)

## Личная жизнь
Был женат, воспитал четверых детей.
- Дочь — Мехринисо (1981 г.р.) работает в структуре Министерства финансов Республики Узбекистан.
- Сын — Дустмурад (1983 г.р.) работает Начальником главного управления экономики в Министерстве сельского хозяйства Республики Узбекистан.
- Сын — Шодиёр (1986 г.р.) работает заместителем министра Дошкольного образование Республики Узбекистан[4].
- Дочь — Наргиза (1988 г.р.) доцент Ташкентского государственного экономического университета.

Погиб 21 августа 2006 года в возрасте 52 лет в автокатастрофе.